# Maiden Lane (Covent Garden)
Pour les articles homonymes, voir Maiden Lane.

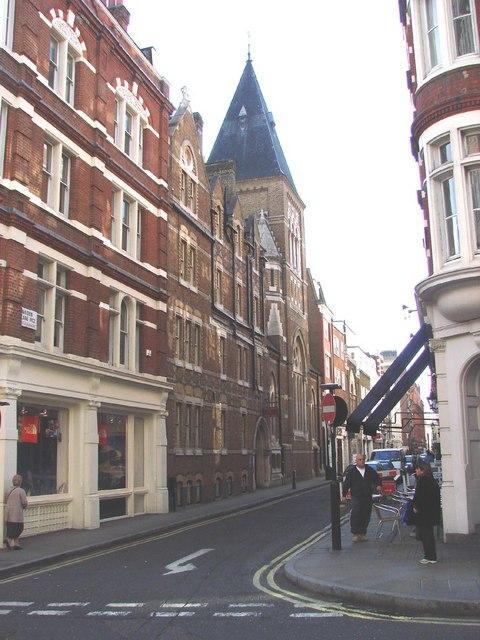
Maiden Lane.

Maiden Lane est une rue de Covent Garden, dans la cité de Westminster, à Londres.
Le peintre Joseph Mallord William Turner y est né en 1775 et Voltaire y a séjourné en 1727-1728.
Dans la rue se trouve le restaurant Rules, le plus ancien en Londres (et un des plus chers).

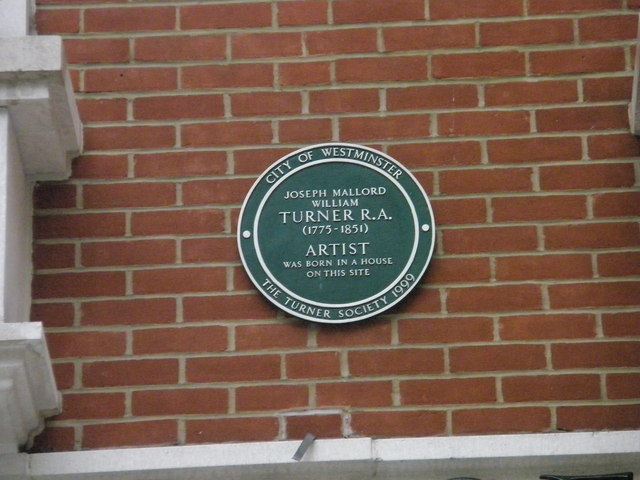
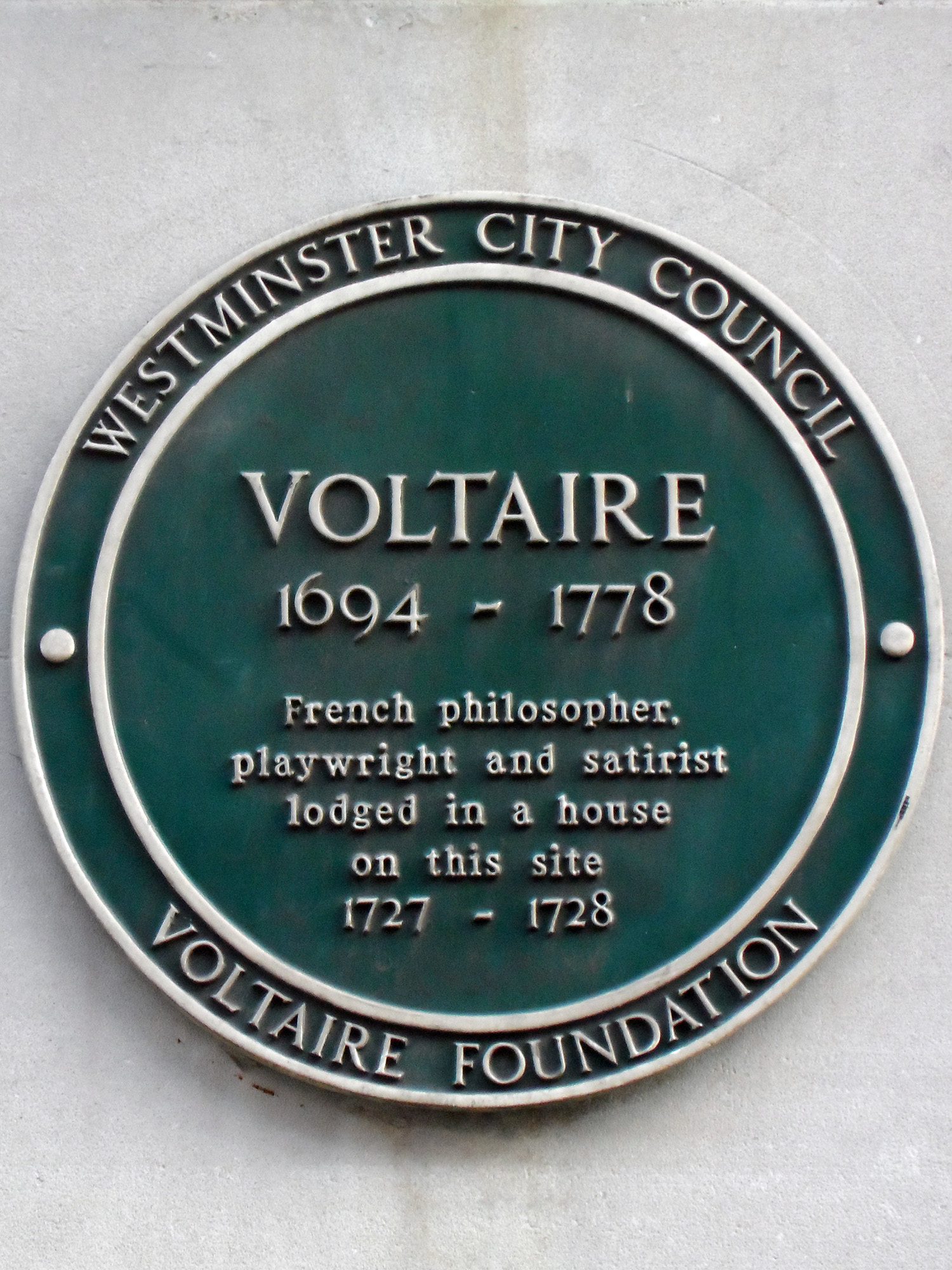
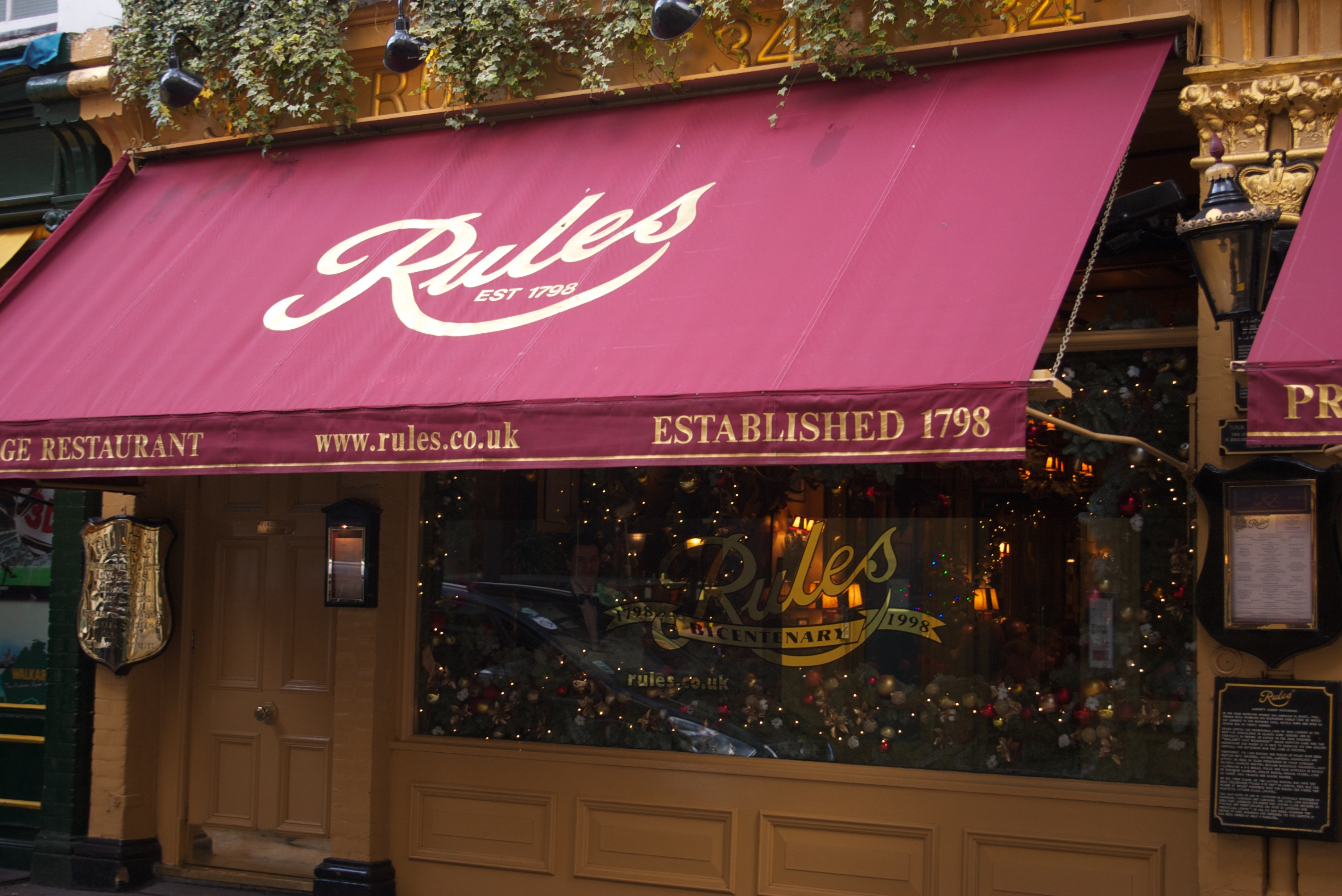